# Pòmpides
Pòmpides (en llatí Pompidas, en grec antic Πομπίδης) fou un polític tebà, dirigent del partit favorable a Roma.
A causa de les seves simpaties va ser enviat a l'exili quan Ismènies i els seus partidaris van obtenir el poder i van fer un tractat amb Perseu de Macedònia. Poc temps després Pòmpides va dirigir l'acusació contra Ismènies i altres davant del delegat romà Quint Marci Filip a Calcis l'any 171 aC.